# 54-й окремий розвідувальний батальйон (Україна)
54 окремий розвідувальний батальйон імені Михайла Тиші (54 ОРБ, в/ч А2076, пп В2803) — формування військової розвідки України. Входить до складу Сухопутних військ Збройних сил України.

## Історія формування
У 1992 році 54-й окремий гвардійський розвідувальний Прутсько-Померанський батальйон ЗС СРСР був перепідпорядкований Міністру оборони України. Особовий склад частини присягнув на вірність Українському народові, брав участь у багатьох навчаннях, отримував високі оцінки керівництва.
Починаючи з 1992 року, особовий склад батальйону бере активну участь у миротворчих операціях, до яких залучаються Збройні Сили України. Географія участі представників 54-го батальйону в миротворчих операціях охоплює Балкани, Африку та Близький Схід.
23 серпня 2021 року з метою відновлення історичних традицій національного війська щодо назв військових частин, зважаючи на зразкове виконання покладених завдань, високі показники в бойовій підготовці, з нагоди 30-ї річниці незалежності України, батальйону було присвоєно почесне найменування «імені Михайла Тиші, який був волинським (звягельським) сотником і полковником на початку Козацької революції в 1648—1649 роках».

## Структура[2]
- Управління, штаб
- 1-ша розвідувальна рота
- 2-га розвідувальна рота
- рота далекої розвідки
- Рота вогневої підтримки
- Рота БПЛА
- Взвод розвідувального обладнання
- Взвод спостереження
- Командантський взвод
- Взвод технічного обслуговування
- Взвод зв'язку
- Взвод матеріального-технічного забезпечення
- Медичний взвод
- Фінансово-економічна служба

## Участь уАТО(з 2014р.)

### Загиблі під час АТО та ООС
| Прізвище, Ім'я та по-батькові  | Військове звання  | Дата загибелі        | Опис |
| ------------------------------ | ----------------- | -------------------- | --- |
| Поліщук Юрій Васильович        | Прапорщик         | 20 травня 2014 р.    | Загинув внаслідок отриманої травми                                                                                                   |
| Юрченко Ігор Петрович          | Солдат            | 17 листопада 2014 р  | Загинув під час надання допомоги та евакуації поранених поблизу населеного пункту Новоорловка Шахтарського району Донецької області. |
| Кіріс Василь Васильович        | Солдат            | 10 грудня 2014 р     | Загинув у вогневому бою з противником поблизу населеного пункту Кам'янка Дебальцевського району Донецької області.                   |
| Свищ Сергій Сергійович         | Старший лейтенант | 25 січня 2015 р.     | Загинув у бою на опорному пункті «Валера» (висота 307,5) поблизу села Санжарівка (Донецька область) в районі Дебальцеве.             |
| Венгер Олександр Анатолійович  | Старшина          | 25 січня 2015 р.     | Загинув у бою на опорному пункті «Валера» (висота 307,5) поблизу села Санжарівка (Донецька область) в районі Дебальцеве.             |
| Гринчук Юрій Петрович          | Старшина          | 14 липня 2015 р.     | Загинув під час мінометного обстрілу опорного пункту біля смт. Луганське Донецької області.                                          |
| Трофимчук Валерій Васильович   | Солдат            | 4 серпня 2015 р.     | Загинув в результаті мінометного обстрілу спостережного пункту на териконі шахти «Южна» поблизу смт. Ленінське.                      |
| Левін Костянтин Владиславович  | молодший сержант  | 13 квітня 2016       | Бої під Горлівкою. |
| Жордочкін Вадим Вікентійович   | старший солдат    | 18 квітня 2016       | загинув під час виконання службових обов'язків поблизу села Широкине (Волноваський район)                                            |
| Неніца Анатолій Валерійович    | солдат            | 10 жовтня 2016       | Бої за Широкине. |
| Бабівський Руслан Геннадійович | солдат            | 28 жовтня 2016       | Бої за Широкине. |
| Волков Юрій Васильович         | солдат            | 28 жовтня 2016       | Бої за Широкине. |
| Бабков Віталій Ігорович        | солдат            | 10 липня 2017        | підрив на вибуховому пристрої з «розтяжкою» в районі смт. Станиця Луганська.                                                         |
| Бєляєв Іван Олександрович      | старший солдат    | 1 вересня 2018       | Бої на Світлодарській дузі. |
| Атаманенко Олександр           | лейтенант         | листопад 2019        | . |
| Кузьменко Дмитро Павлович      | сержант           | 13 травня 2020       | поблизу Краматорська. |
| Пекур Олександр Валентинович   | старший солдат    | 12 березня 2021 року | поблизу Мар'їнки |

### Повномасштабне вторгнення
- Медведєв Олег «Рокер». 24 роки, м. Луганськ. Снайпер-розвідник. Загинув 16 вересня 2023 на Сумщині[7]

## Символіка
На емблемі батальйону старого зразка використано зображення кажана та історичного герба Волині — срібний розширений хрест на червоному полі.